# Sand in Taufers
Sand in Taufers (italienisch Campo Tures) ist eine italienische Marktgemeinde mit 5740 Einwohnern (Stand 31. Dezember 2023) im Nordosten Südtirols. Hauptort der Gemeinde ist das Dorf Sand im Tauferer Tal.

## Geographie
Das 164,47 km² große Gemeindegebiet von Sand in Taufers setzt sich hauptsächlich aus zwei Teilen zusammen: zum einen aus einem Abschnitt des Tauferer Tals mit mehreren Dörfern, zum anderen aus dem davon abzweigenden und spärlich besiedelten Reintal.

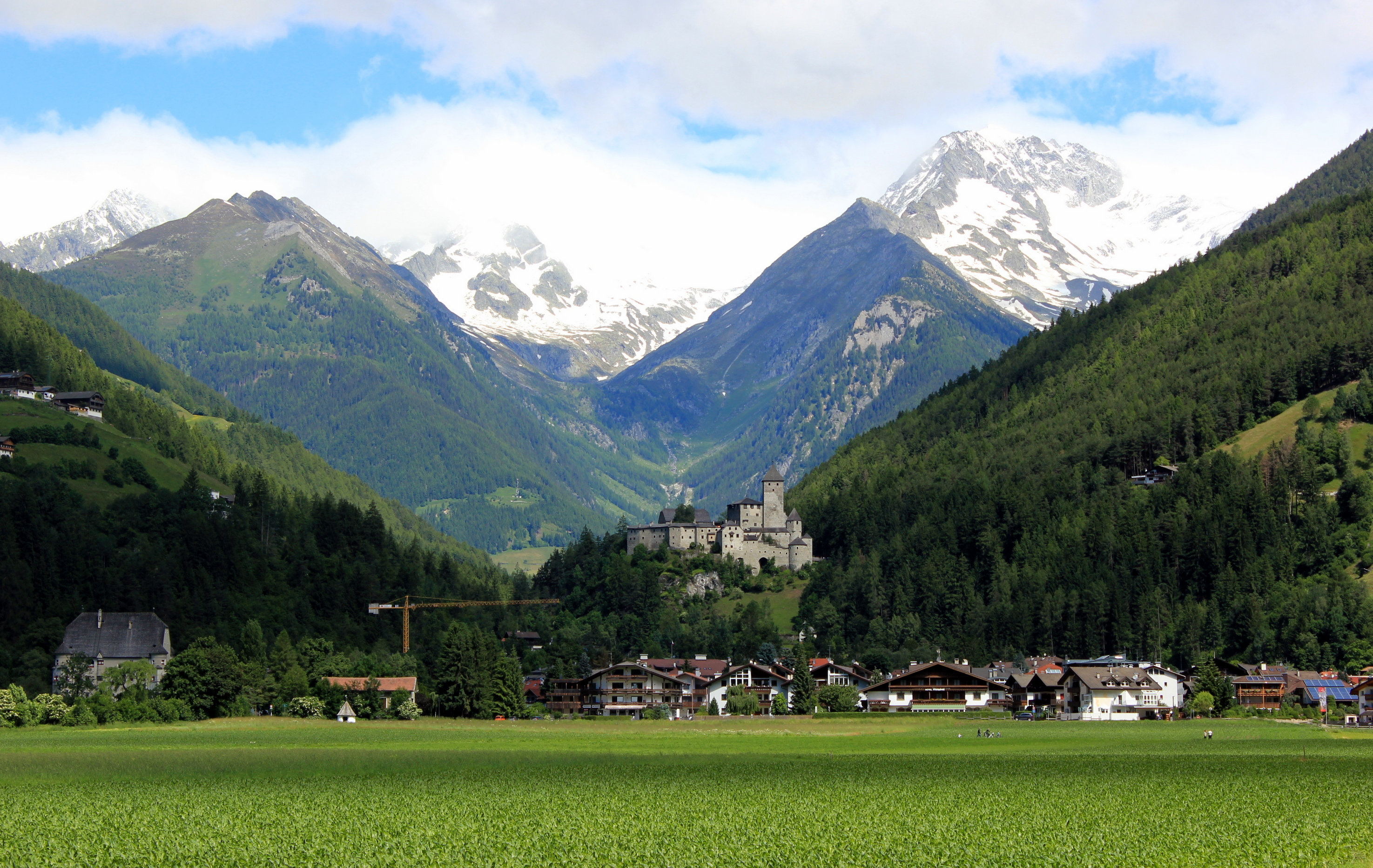
Ansicht der Ortschaft Sand in Taufers gegen den Hauptkamm der Zillertaler Alpen; Burg Taufers im Mittelgrund

Zu Sand in Taufers gehört der nördlichste Abschnitt des Tauferer Tals, die Tauferer Boden genannte Talweitung, oberhalb der südlichen Nachbargemeinde Gais. Am nördlichen Ende des Tauferer Bodens liegt der Hauptort der Gemeinde, Sand in Taufers (860–900 m s.l.m.). Nördlich hinter Sand reicht das Gemeindegebiet in den Anfangsbereich des Ahrntals hinein, wo sich auch die Grenze zur Gemeinde Ahrntal befindet. Etwas südwestlich von Sand im Tauferer Talboden liegen zunächst die Ortschaft Taufers und anschließend am Ausgang des Mühlwalder Tals und an der Grenze zu Mühlwald die Fraktion Mühlen in Taufers (850–870 m). Mühlen, wo auch der Mühlwalder Bach in die Ahr mündet, wird von Gipfeln der Zillertaler Alpen überragt, im Nordwesten vom Speikboden-Massiv, im Südwesten von Ausläufern der Pfunderer Berge. Auf der gegenüberliegenden östlichen Talseite befindet sich die Fraktion Kematen (850–860 m). Nordöstlich oberhalb des Talgrunds schließlich ist an dem Punkt, wo das Reintal vom Tauferer Tal nach Osten abzweigt, die Fraktion Ahornach mit ihrem kleinen Ortskern (1300–1350 m) und verstreuten Höfen gelegen.
Das in West-Ost-Richtung verlaufende Reintal, vom Reinbach entwässert, nimmt den deutlich größten Anteil des Gemeindegebiets ein. Der Hauptort des Tals, Rein in Taufers (1540–1590 m), ist auf drei Seiten von mächtigen Gebirgskämmen umgeben, die zu großen Teilen im Naturpark Rieserferner-Ahrn unter Schutz gestellt sind. Nördlich begrenzt wird das Hochtal von Bergen der Venedigergruppe, die westlich der Ochsenlenke der Durreckgruppe zugerechnet werden. Die höchsten Gipfel hier sind der Große Moosstock (3059 m), das Durreck (3135 m) und der Hirbernock (3010 m). Die Kämme auf der Ostseite (südlich des Klammljochs, eines Übergangs nach Osttirol) und Südseite des Reintals gehören zur Rieserfernergruppe. Im Osten erheben sich an der italienisch-österreichischen Staatsgrenze zum Bundesland Tirol unter anderem (von Norden nach Süden) Dreieckspitze (3031 m), Lenkstein (3236 m), Fenneregg (3123 m), Patscher Spitze (3082 m) und Barmer Spitze (3200 m). Im Südosten des Tals befindet sich mit dem Hochgall (3436 m) der höchste Punkt der Gemeinde. Der von dort Richtung Westen zum Tauferer Tal hin streichende Kamm trägt ebenfalls bedeutende Gipfel, darunter den das südseitige Antholzer Tal dominierenden Wildgall (3273 m), den sich über dem Westlichen Rieserferner aufbauenden Magerstein (3273 m), das Frauenköpfl (3251 m) und das Fernerköpfl (3248 m), den Schneebigen Nock (3358 m), die Gelttalspitze (3126 m), die Schwarze Wand (3105 m), den Morgenkofel (3073 m) und die Große Windschar (3041 m).

## Geschichte

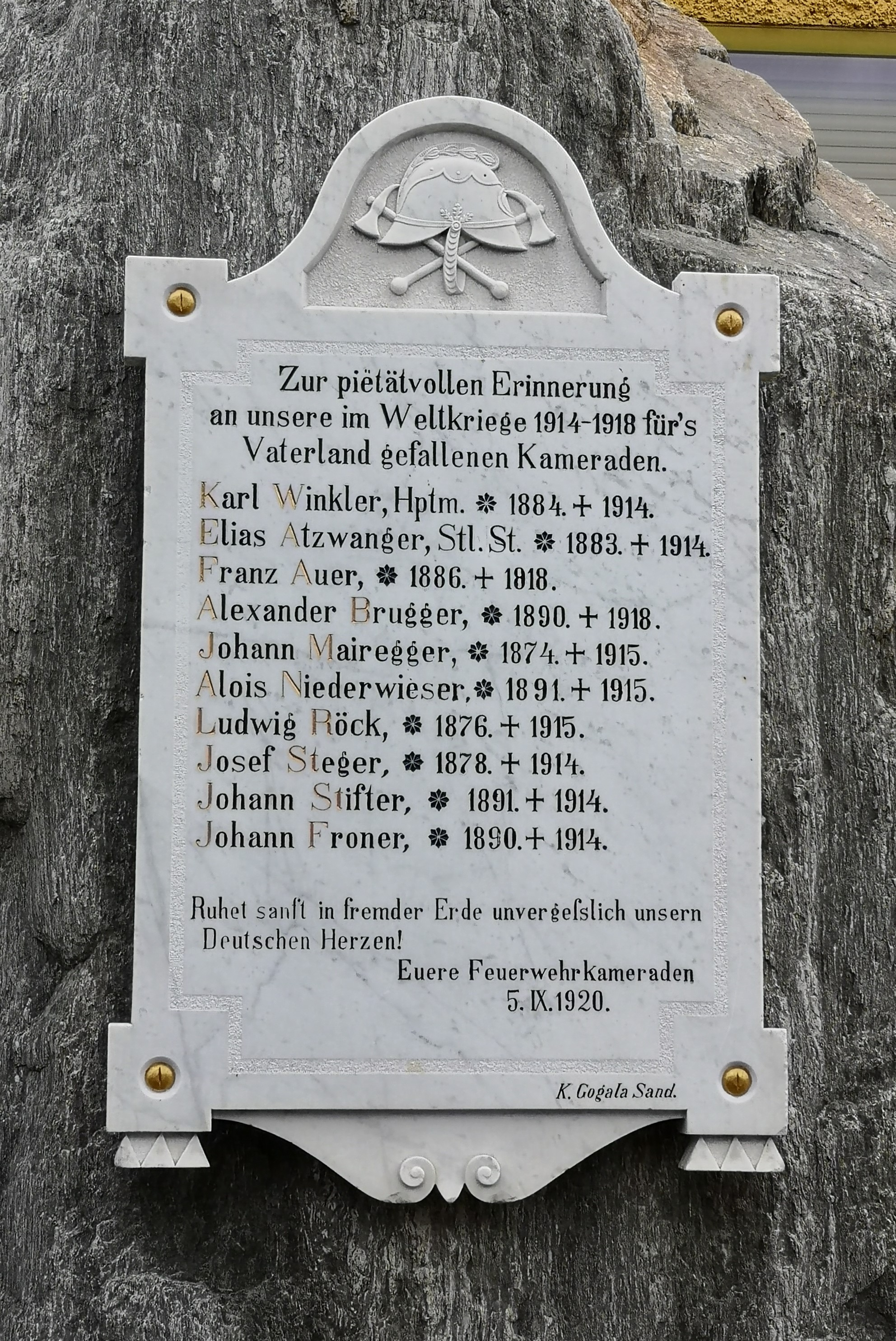
Gedenkstein für die im Ersten Weltkrieg gefallenen Mitglieder der Feuerwehr Sand in Taufers (Daimerstraße)

Die spärlichen archäologische Funde legen nahe, dass das Gebiet vor Besiedelung durch die Bajuwaren weitgehend unerschlossen war. Auf St. Walburg in Kematen, auf Schloss Taufers und unter den Ruinen der Toblburg (Kofel) wurden frühgeschichtliche Siedlungsspuren gefunden.
Im 12. und 13. Jahrhundert residierten die Herren von Taufers auf Burg Taufers und leisteten dem Bischof von Brixen Ministerialdienst. Einer ihrer bekanntesten Abkömmlinge war Hugo von Taufers. Er war Berater von Rudolf I. von Habsburg und hatte die siegreiche Strategie für die Schlacht auf dem Marchfeld 1278 ausgearbeitet. Im 14. Jahrhundert kam die Burg an die Grafen von Tirol.
Taufers mit seinem Mittelpunktsort Sand bildete seit dem Spätmittelalter ein eigenes Landgericht, zu dem eine ausführliche Beschreibung von 1834 aus der Feder des damaligen Landrichters Augustin von Leys vorliegt. Ein eigener Bergrichter und Waldmeister regelte die Nutzungsrechte an den ausgedehnten Waldungen des Gerichtsbezirks.
Die Gemeinde in ihrem heutigen Umfang entstand 1929 in der Zeit des Faschismus, damals unter der offiziellen und ausschließlichen Bezeichnung Campo Tures, als Sand um die bis dato eigenständigen Gemeinden Ahornach, Rein, Kematen und Mühlen vergrößert wurde. Bis dahin hatte doen Ort ein Gemeindevorsteher (Bürgermeister) geleitet, ebenso standen den späteren Fraktionen jeweilige Ortsvorsteher vor. Als bedeutendste Persönlichkeit gilt hierbei Josef Jungmann (Brückenmüller), der seit 1898 die Geschicke des Ortes bestimmte und wesentliche Modernisierungsprojektze vorantrieb (Bau der Reiner Straße 1907–1909, Freiwillige Feuerwehr, Fremdenverkehrs- und Verschönerungsverein, bauliche Erschließungen etc.); ihm wurde hierfür 1913 die Ehrenbürgerschaft verliehen, er selbst aber 1925 im Zuge der Italianisierungsmaßnahmen des italienischen Faschismus abgesetzt.

## Ortsname
Die erste Erwähnung von Taufers als Tvfres findet sich im Brixner Traditionsbuch für den Zeitraum 1050–1065, die Namen Sand Maurizien (für Moritzen) und Sant (für den Hauptort Sand = Gries bzw. Flussgeschiebe, das die Verebnung des Tauferer Bodens bildet) tauchen erst 1296 bzw. 1410 auf. Im ältesten erhaltenen Taufregister der Pfarre Taufers von 1604 ist von Taufers am Sant die Rede. Der Tauferer Boden bzw. das Tauferer Feld sind 1334 als Touvererfeld und 1360 als Taufferser feld bezeugt.
Sand ist ein häufiger oberdeutscher Flurname. Taufers lässt sich mehrmals in Tirol finden, etwa als Langtaufers oder Taufers im Münstertal (881 Tuberis). Nach Egon Kühebacher könnte er auf eine Wurzel *dub- („Schlucht“) zurückgeführt werden. Er könnte aber auch eine Zusammensetzung des althochdeutschen Adjektivs tiof, tiuf („tief, weitläufig, unten befindlich“) und des althochdeutschen wisa („Grasland, Wiese“) sein, womit die weite Talniederung gemeint sein könnte.

## Politik
Bürgermeister seit 1952:
- Josef Oberhollenzer: 1952–1956
- Josef Eppacher: 1956–1969
- Josef Beikircher: 1969–1980
- Toni Innerhofer: 1980–2005
- Helmuth Innerbichler: 2005–2015
- Sigfried Steinmair: 2015–2020
- Josef Nöckler: 2020–2022
- Josef Nöckler: 2023–

## Bevölkerung
Sand in Taufers ist gemäß den erhobenen Sprachgruppenzugehörigkeitserklärungen bzw. Sprachgruppenzuordnungserklärungen eine weitgehend deutschsprachige Gemeinde. Als Berechnungsgrundlage der folgenden Prozentwerte wurden die gültigen Erklärungen von Personen mit italienischer Staatsbürgerschaft herangezogen.
| Sprache     | 1981    | 1991    | 2001    | 2011    | 2024    |
| ----------- | ------- | ------- | ------- | ------- | ------- |
| Deutsch     | 98,02 % | 97,43 % | 96,72 % | 97,34 % | 96,02 % |
| Italienisch | 1,74 %  | 2,36 %  | 2,94 %  | 2,30 %  | 3,63 %  |
| Ladinisch   | 0,24 %  | 0,21 %  | 0,33 %  | 0,36 %  | 0,35 %  |

## Wirtschaft
Dank der Bergbautätigkeit des 15. und 16. Jahrhunderts im Ahrntal rückte der Ort Sand in Taufers kurzzeitig als Sitz der Berggerichts Taufers und eines eigenen Bergrichters zu einer der innertirolischen Schaltzentralen der frühmodernen Urproduktion auf. Nach deren raschem Abebben hatte Taufers allerdings bis in die Mitte des 19. Jahrhunderts hinein nur eine untergeordnete wirtschaftliche Bedeutung. Dies änderte sich wiederum mit dem Aufkommen des Fremdenverkehrs und Alpinismus ab dem späten 19. Jahrhundert. Bereits um 1900 bestanden zahlreiche Beherbergungsbetriebe. Insbesondere die Eröffnung des Skigebietes auf dem Speikboden im Jahre 1973 brachte einen großen Aufschwung. Heute zählt die Gemeinde über 180 Beherbergungsbetriebe mit 3.500 Gästebetten und 390.000 Nächtigungen pro Jahr.
Im September 2011 eröffnete die Cascade ihre Pforten, eine Kombination aus Schwimmbad, Sauna und Wellnesslandschaft. Von dem Großprojekt erhofft sich die Gemeinde neue Impulse für den Tourismus.
Eine wichtige Rolle spielen auch Gewerbe und Industrie, vor allem im Talboden, dagegen kommt der Landwirtschaft heute nur noch eine nachgeordnete Bedeutung zu.

## Soziales
Der Soziale Wohnungsbau in Südtirol wurde erst 1972 als Folge der Autonomiebestimmungen aus der staatlichen Fürsorge ausgegliedert; im Jahr 1974 ließ das Südtiroler Wohnbauinstitut die ersten Wohneinheiten des regionalen geförderten Wohnbaus in Sand in Taufers (Daimerstraße) errichten.

## Bildung
Sand in Taufers ist Sitz eines deutschsprachigen Schulsprengels. Dieser umfasst die drei Grundschulen in Taufers, Ahornach und Rein sowie die Mittelschule in Taufers. Dem Schulsprengel angeschlossen sind auch die zwei Grundschulen der Nachbargemeinde Mühlwald.
In Taufers sind zudem die einzigen weiterführenden Schulen des Tauferer Ahrntals im Oberschulzentrum Sand in Taufers angesiedelt, das eine Fachoberschule für Wirtschaft und Tourismus, ein Sozialwissenschaftliches Gymnasium sowie eine Berufsfachschule für Pflege und Soziales anbietet.

## Verkehr
Für den Kraftverkehr ist die Gemeinde in erster Linie durch die SS 621 erschlossen. Sand war zudem bis 1957 Endbahnhof für die Tauferer Bahn.

## Sport
Seit den frühen 1970er Jahren besteht eine eigene Sportzone an der Ahr (Industriestraße) mit mehreren Tennisplätzen und einer Sporthalle. Der zeitgleich begründete Tennisclub Sand in Taufers richtet eigene Junioren- und Seniorenturniere aus.
Seit ca. 1990 organisiert der SSV Taufers regelmäßig ein dreitägiges internationales Jugend-Handballturnier.

## Sehenswürdigkeiten
- Burg Taufers
- Ansitz Neumelans
- Pfarrkirche Maria Himmelfahrt
- St.-Johannes-Nepomuk-Kapelle
- Reinbachfälle

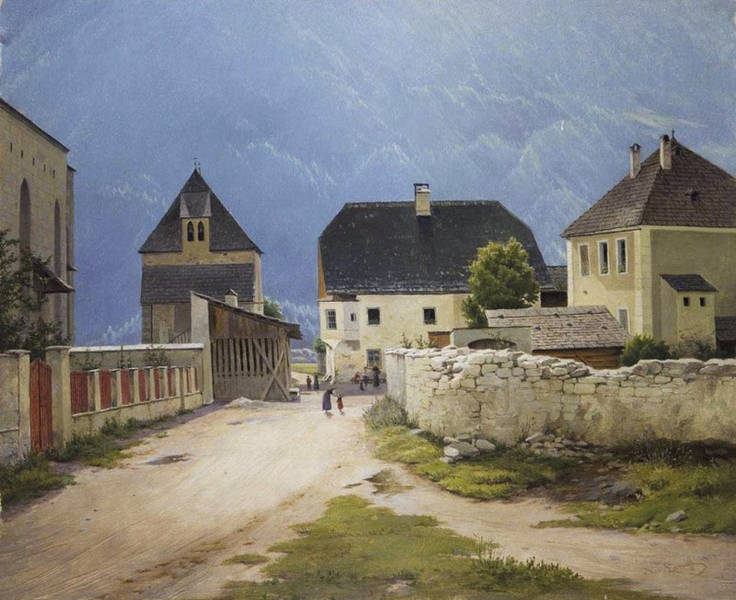
Josef Langls Ansicht der Pfarre Taufers mit Kematner Straße, St. Michael und Mesnerhaus von 1908
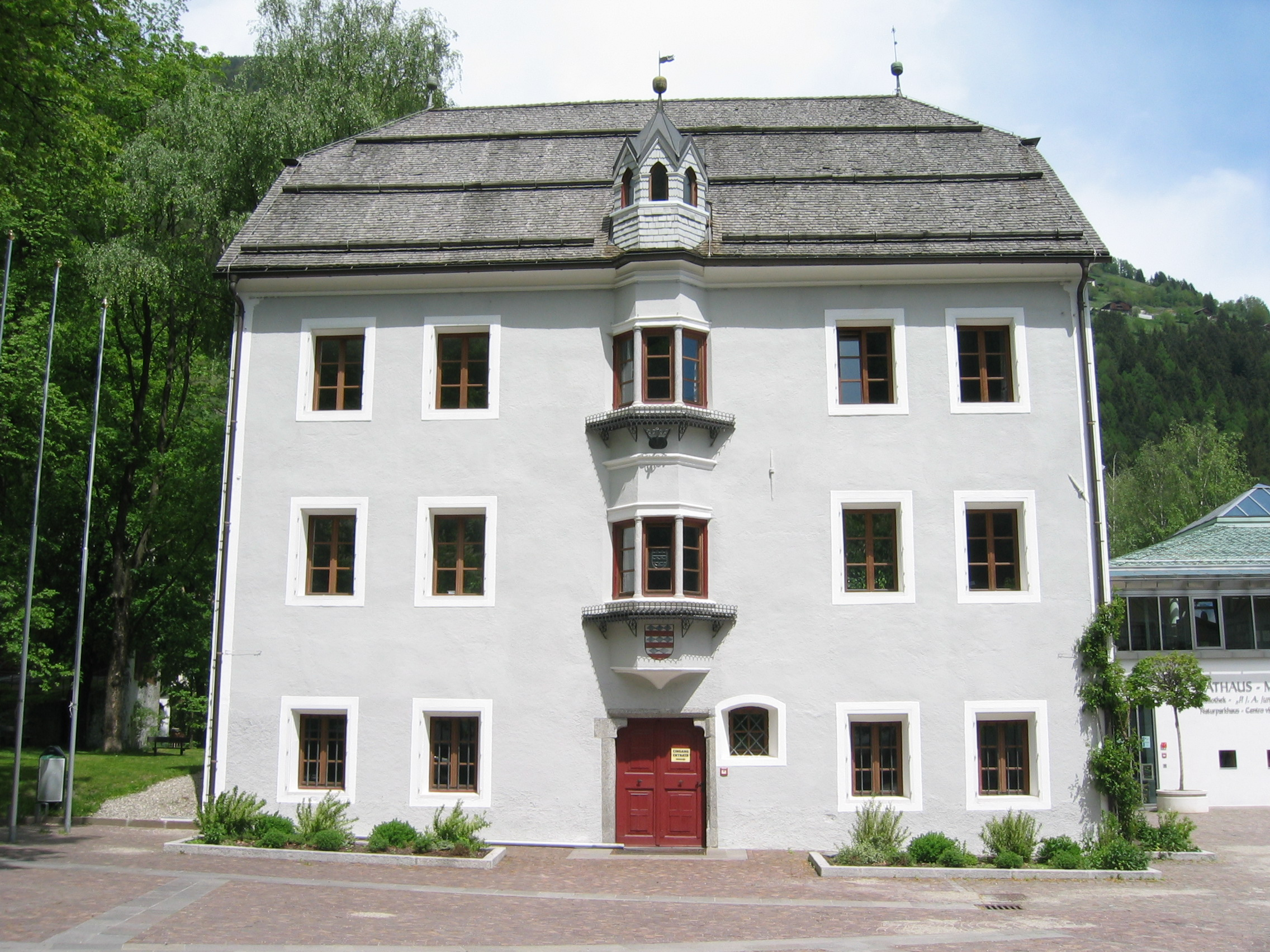
Ansitz Zeilheim: Altes Rathaus
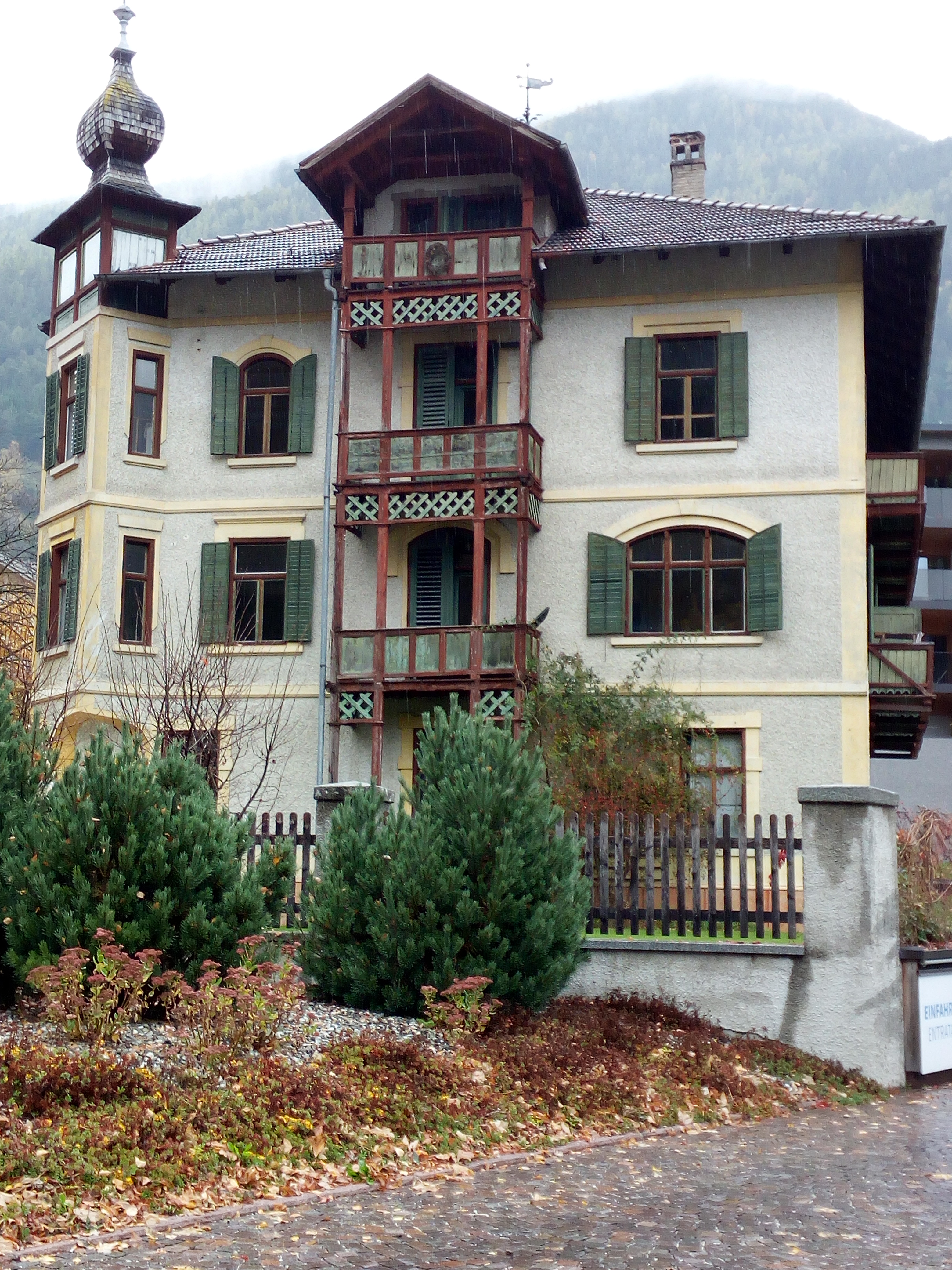
Mutschlechnerhaus (Doktorhaus)
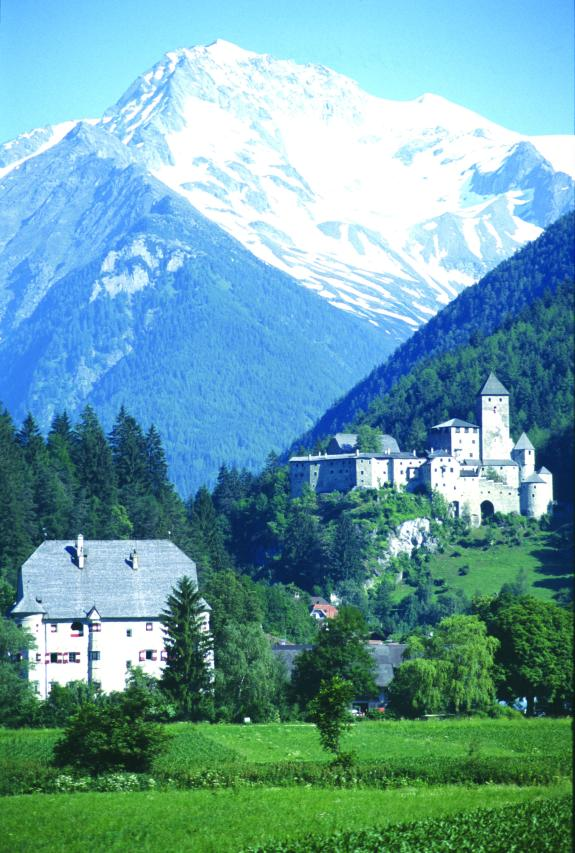
Burg Taufers und Ansitz Neumelans (im Vordergrund)
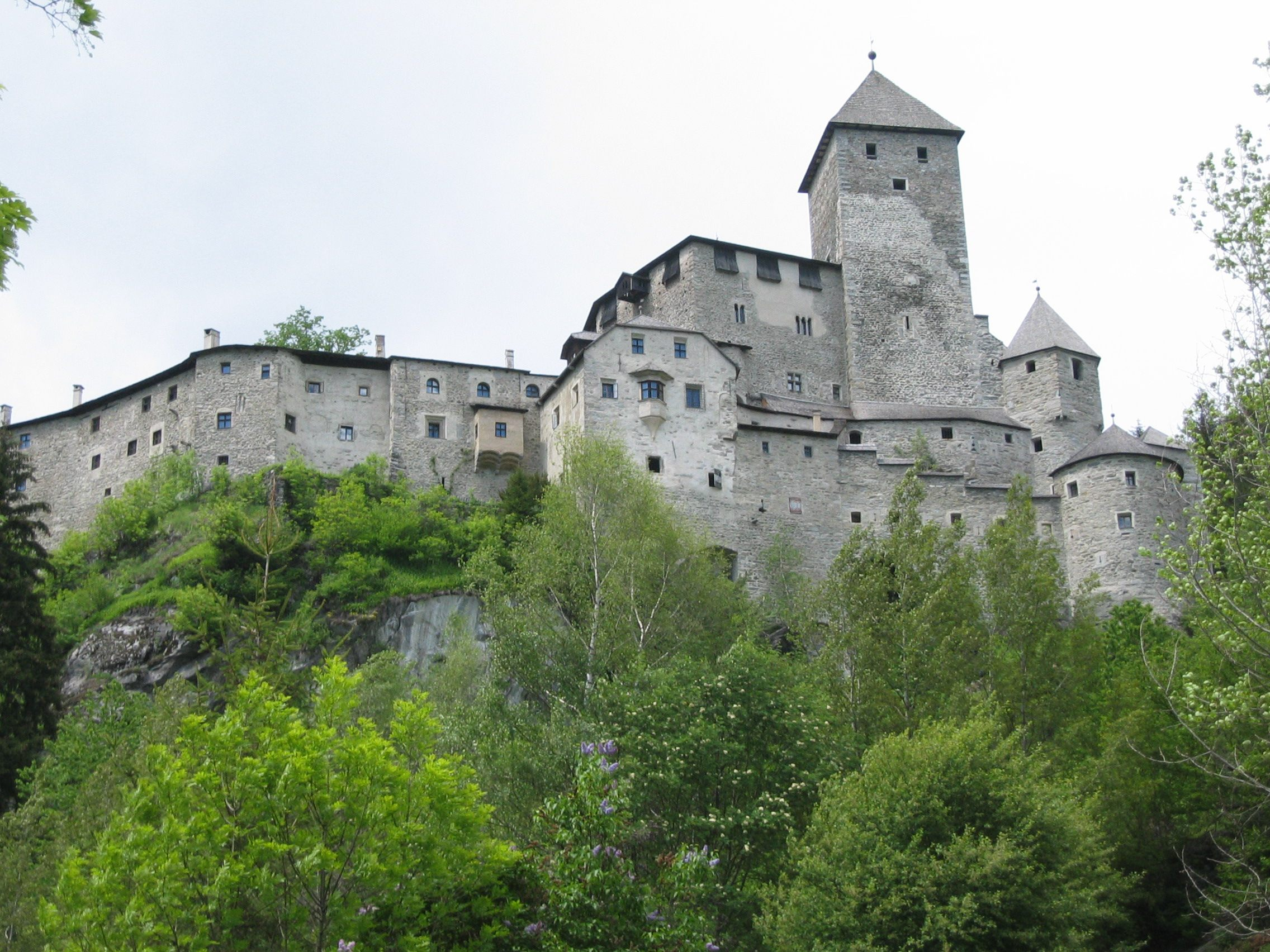
Burg Taufers
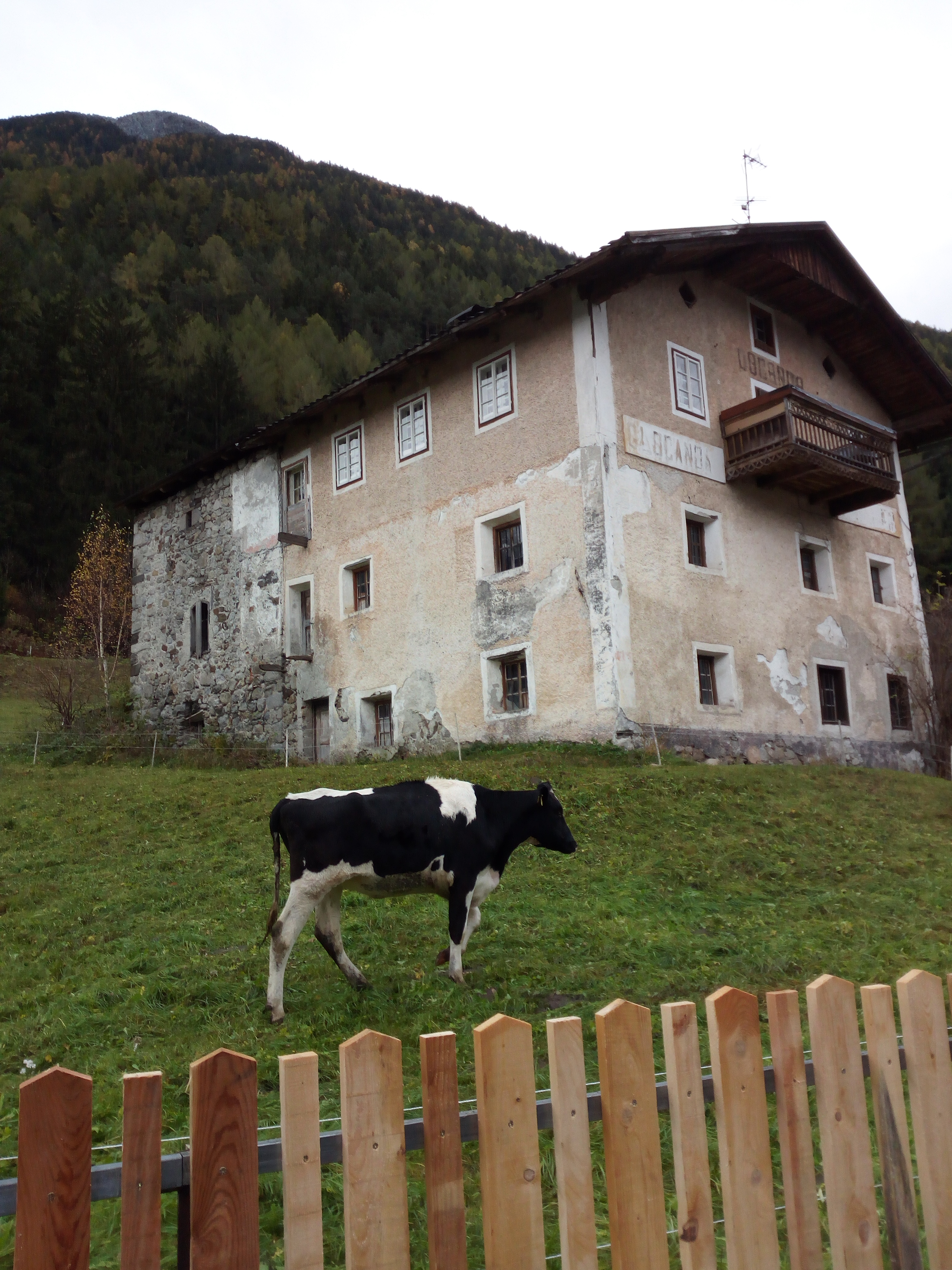
Stockmair in Kematen (Wohnturm des 13. Jahrhunderts)
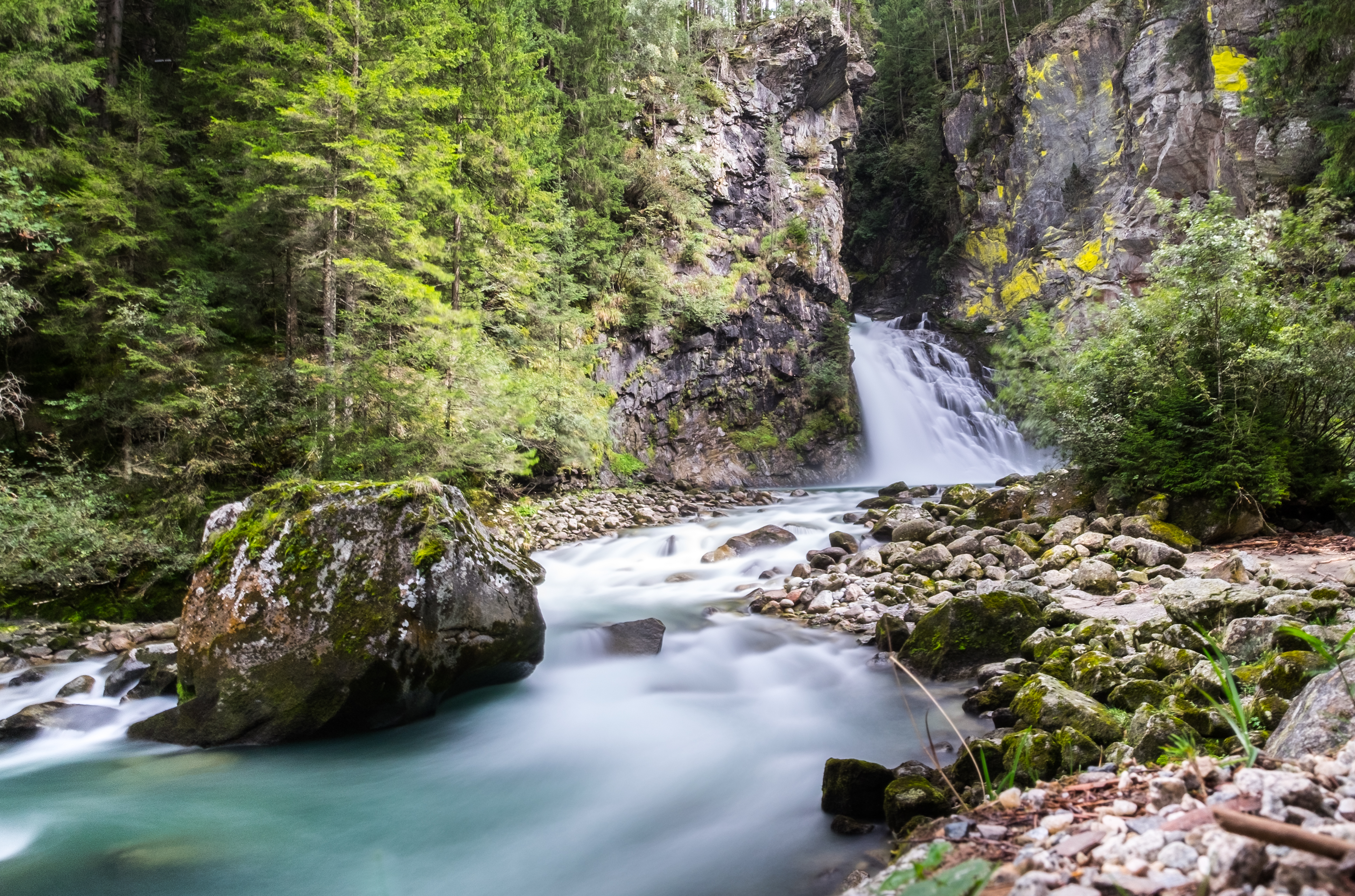
Reinbachfälle (unterer Fall)
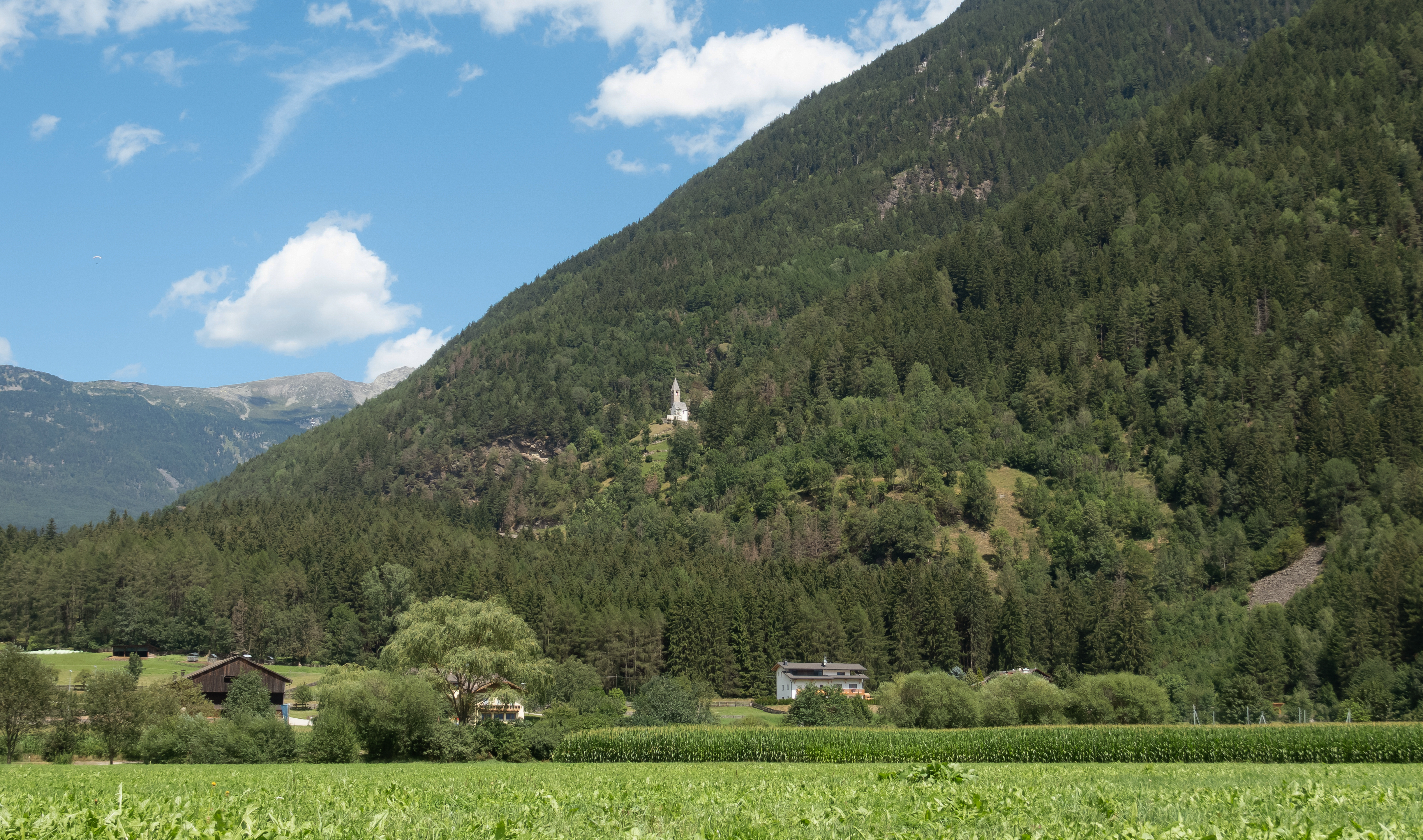
St. Walburg bei Kematen
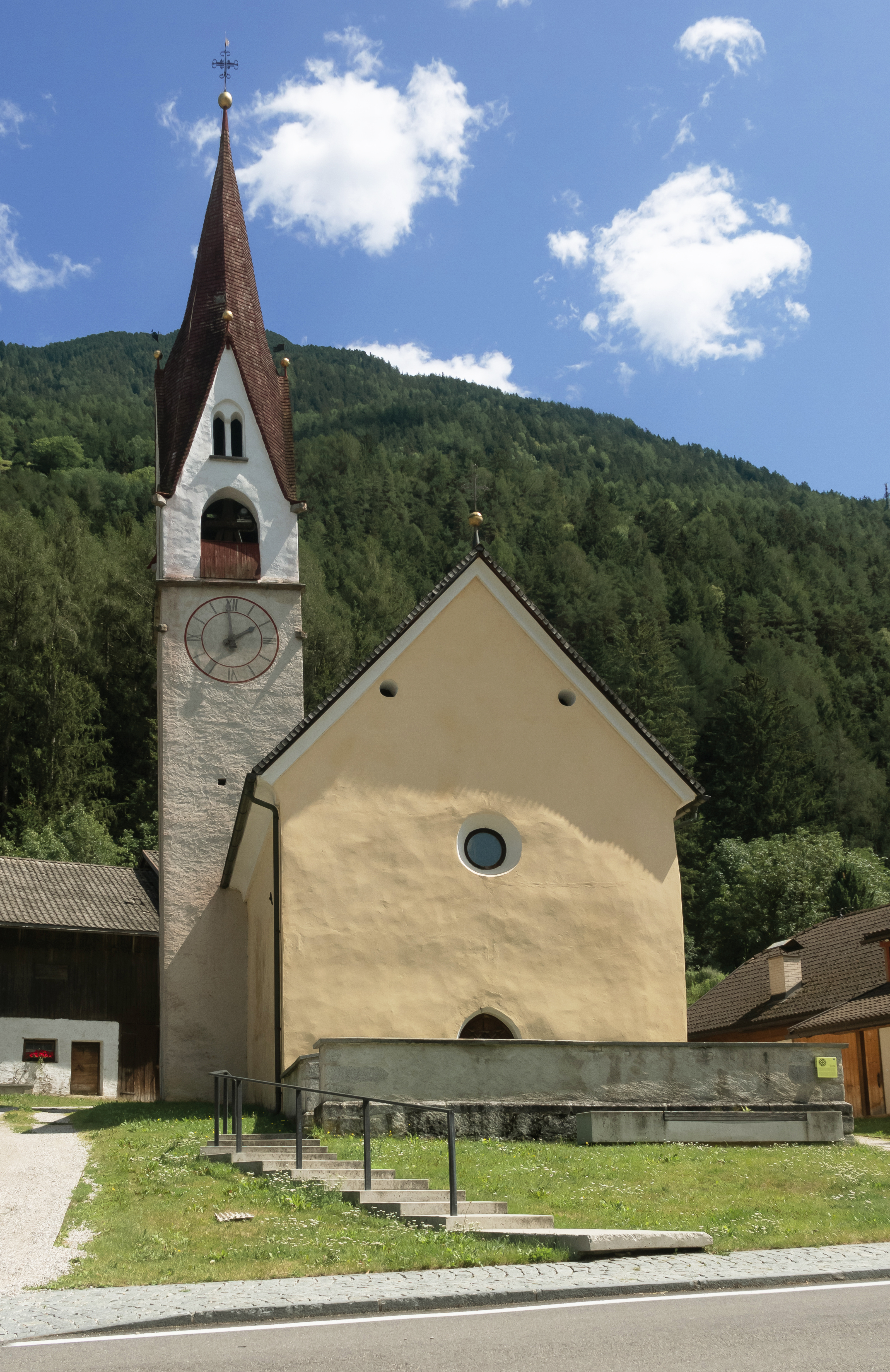
St. Nikolaus in Kematen
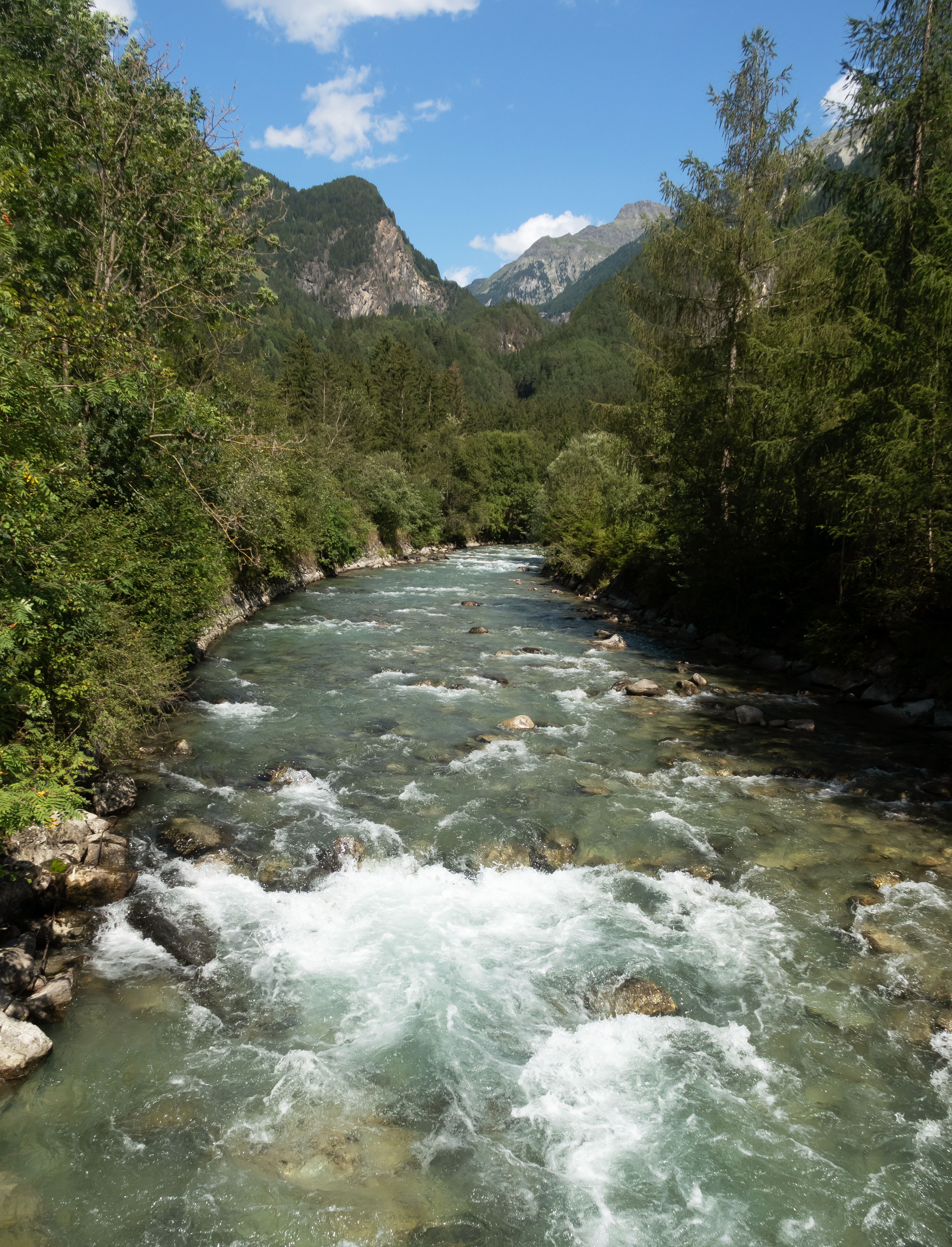
Die Ahr bei Sand in Taufers
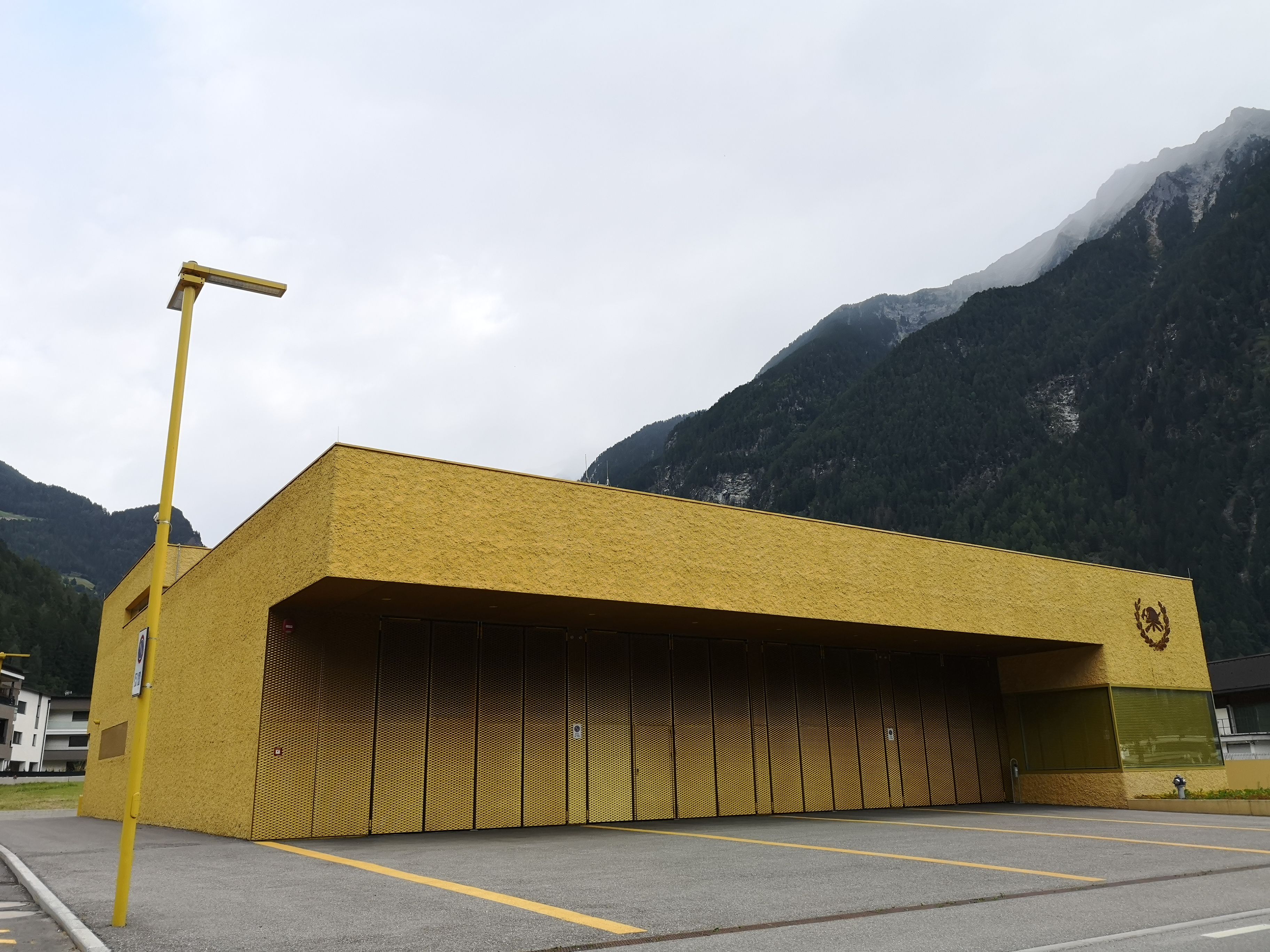
Die Feuerwehrhalle von Sand in Taufers in der Daimerstraße

## Söhne und Töchter
- Cölestina Zeiler (1690–1766), Äbtissin der Abtei Nonnberg
- Franz von Ottenthal (1818–1899), Arzt und Tiroler Landtagsabgeordneter
- Josef Daimer (1845–1909), Alpinpionier
- Josef Beikircher (1850–1925), Industriepionier
- Johann Niederwieser, genannt Stabeler (1853–1902), Bergführer
- Emil von Ottenthal (1855–1931), Historiker
- Josef Moriggl (1879–1939), Bergsteiger
- Josef Andreas Jungmann (1889–1975), Jesuit, Liturgiker und Konzilsberater
- Lorenz Steiner (1903–1942), NS-Opfer (KZ Mauthausen)[18]
- Anton Steiner (1905–1942), NS-Opfer (KZ Mauthausen)[18]
- Martin Benedikter (1908–1969), Schulleiter und Sinologe
- Heinrich Forer (1913–1997), Weihbischof der Diözese Bozen-Brixen
- Bernhard Winkler (1929–2024), Architekt und Hochschullehrer in München
- Josef Innerhofer (* 1931), Theologe und Publizist
- Erich Achmüller (* 1946), Politiker
- Helga Thaler Ausserhofer (* 1952), Politikerin (Südtiroler Volkspartei)
- Erich Kirchler (* 1954), Wirtschaftspsychologe und Hochschullehrer
- Martha Stocker (* 1954), Politikerin (Südtiroler Volkspartei)
- Hans Kammerlander (* 1956), Extrembergsteiger und -skifahrer
- Barbara Ertl (* 1982), Biathletin